# Alpinia brevilabris
Alpinia brevilabris är en enhjärtbladig växtart som beskrevs av Karel Presl. Alpinia brevilabris ingår i släktet Alpinia och familjen Zingiberaceae.
Artens utbredningsområde är Filippinerna. Inga underarter finns listade i Catalogue of Life.